# Karl Follen
Karl (Charles) Theodor Christian Friedrich Follen, född den 4 september 1796 i Romrod vid Alsfeld, Oberhessen, död den 13 januari 1840 på Long Island Sound i Amerika var en tysk skriftställare. Han var bror till Adolf Ludwig Follen.
Follen skrev under sin studenttid åtskilliga politiska visor (bland annat Brause, du Freiheitssang), som rönte mycket bifall, men även ådrog honom förföljelse. Efter att en tid ha varit bosatt i Schweiz som universitetslärare i Basel utvandrade Follen 1824 till Nordamerika. Hans skrifter utgavs i Boston 1842 i fem band.